# Yaylabağ
Yaylabağ (kurdisch Axdat) ist ein kurdisches Dorf im Landkreis Yayladere der türkischen Provinz Bingöl. Yaylabağ liegt in Ostanatolien. Der Ort befindet sich auf 1.335 m über dem Meeresspiegel und liegt oberhalb der Özlüce-Talsperre. Die Entfernung zur Kreisstadt Yayladere beträgt ca. 9 km. Im Osten erhebt sich der Ağdat-Gipfel (Ağdat Tepesi).
Das Dorf wird in osmanischen Dokumenten des 16. Jahrhunderts erwähnt. 1928 lautete der Name Ağdad. Dieser Name ist in der Form Ağdat auch im Grundbuch verzeichnet. Die kurdische Namensform ist eine Variante der historischen Bezeichnung.
Nach den 1960er Jahren verließen zahlreiche Bewohner die Ortschaft aufgrund der wirtschaftlichen Umstände. 1967 zählte Yaylabağ noch 124 Einwohner. Bereits 1990 war das Dorf unbewohnt. Eine zaghafte Rückkehr ehemaliger Bewohner setzte 2001 ein. Yaylabağ hatte dann im Jahre 2010 wieder 27 Einwohner.